# Olympische Sommerspiele 2004/Kanu – Einer-Kajak 1000 m (Männer)
Die Wettkämpfe im Einer-Kajak über 1000 Meter bei den Olympischen Sommerspielen 2004 wurden vom 23. bis zum 27. August 2004 auf der Strecke im Schinias Olympic Rowing and Canoeing Centre ausgetragen.

## Ergebnisse

### Vorläufe
Bei den drei Vorläufen am 23. August nahmen 25 Athleten teil, die für die zwei Halbfinalläufe 18 Teilnehmer ausfuhren. Die schnellsten Boote der Läufe qualifizierten sich direkt für das Finale, die Athleten von Platz zwei bis sieben erreichten das Halbfinale.

#### Vorlauf 1
| Rang | Athleten               | Nation       | Zeit         | Bemerkung  |
| ---- | ---------------------- | ------------ | ------------ | ---------- |
| 1    | Ben Fouhy              | Neuseeland   | 3:26,064 min | Finale     |
| 2    | Roland Kökény          | Ungarn       | 3:27,904 min | Halbfinale |
| 3    | Adam Seroczyński       | Polen        | 3:28,464 min | Halbfinale |
| 4    | Javier Correa          | Argentinien  | 3:28,492 min | Halbfinale |
| 5    | Róbert Erban           | Slowakei     | 3:30,576 min | Halbfinale |
| 6    | Alan van Coller        | Südafrika    | 3:32,516 min | Halbfinale |
| 7    | Jernej Župančič Regent | Slowenien    | 3:32,552 min | Halbfinale |
| 8    | Apostolos Papandreou   | Griechenland | 3:41,664 min |            |
| 9    | Tony Lespoir           | Seychellen   | 4:17,128 min |            |

#### Vorlauf 2
| Rang | Athleten           | Nation             | Zeit         | Bemerkung  |
| ---- | ------------------ | ------------------ | ------------ | ---------- |
| 1    | Tim Brabants       | Großbritannien     | 3:24,412 min | Finale     |
| 2    | Adam van Koeverden | Kanada             | 3:24,984 min | Halbfinale |
| 3    | Roei Yellin        | Israel             | 3:34,036 min | Halbfinale |
| 4    | Andrei Schkiotow   | Russland           | 3:35,708 min | Halbfinale |
| 5    | Andrea Facchin     | Italien            | 3:36,492 min | Halbfinale |
| 6    | Simon Faeh         | Schweiz            | 3:41,392 min | Halbfinale |
| 7    | Benjamin Lewis     | Vereinigte Staaten | 3:43,052 min | Halbfinale |
| 8    | Danila Turchin     | Usbekistan         | 3:48,140 min |            |

#### Vorlauf 3
| Rang | Athleten             | Nation      | Zeit         | Bemerkung  |
| ---- | -------------------- | ----------- | ------------ | ---------- |
| 1    | Eirik Verås Larsen   | Norwegen    | 3:25,150 min | Finale     |
| 2    | Nathan Baggaley      | Australien  | 3:29,414 min | Halbfinale |
| 3    | Emanuel Silva        | Portugal    | 3:29,854 min | Halbfinale |
| 4    | Björn Goldschmidt    | Deutschland | 3:31,310 min | Halbfinale |
| 5    | Sebastián Cuattrin   | Brasilien   | 3:36,506 min | Halbfinale |
| 6    | Babak Amir-Tahmasseb | Frankreich  | 3:36,882 min | Halbfinale |
| 7    | Romas Petrukanecas   | Litauen     | 3:37,758 min | Halbfinale |
| 8    | Liu Haitao           | China       | 3:38,522 min |            |

### Halbfinals
Die jeweils drei schnellsten Athleten der Halbfinals erreichten den Endlauf.
Halbfinale 1
| Rang | Athleten           | Nation      | Zeit         | Bemerkung |
| ---- | ------------------ | ----------- | ------------ | --------- |
| 1    | Nathan Baggaley    | Australien  | 3:28,417 min | Finale    |
| 2    | Björn Goldschmidt  | Deutschland | 3:29,561 min | Finale    |
| 3    | Roei Yellin        | Israel      | 3:30,005 min | Finale    |
| 4    | Adam Seroczyński   | Polen       | 3:30,201 min |           |
| 5    | Alan van Coller    | Südafrika   | 3:32,893 min |           |
| 6    | Róbert Erban       | Slowakei    | 3:33,481 min |           |
| 7    | Andrei Schkiotow   | Russland    | 3:35,349 min |           |
| 8    | Simon Faeh         | Schweiz     | 3:37,569 min |           |
| 9    | Romas Petrukanecas | Litauen     | 3:39,493 min |           |

Halbfinale 2
| Rang | Athleten               | Nation             | Zeit         | Bemerkung |
| ---- | ---------------------- | ------------------ | ------------ | --------- |
| 1    | Adam van Koeverden     | Kanada             | 3:27,502 min | Finale    |
| 2    | Roland Kökény          | Ungarn             | 3:29,134 min | Finale    |
| 3    | Emanuel Silva          | Portugal           | 3:29,942 min | Finale    |
| 4    | Javier Correa          | Argentinien        | 3:31,934 min |           |
| 5    | Babak Amir-Tahmasseb   | Frankreich         | 3:32,582 min |           |
| 6    | Jernej Župančič Regent | Slowenien          | 3:35,050 min |           |
| 7    | Sebastián Cuattrin     | Brasilien          | 3:37,682 min |           |
| 8    | Andrea Facchin         | Italien            | 3:39,510 min |           |
| 9    | Benjamin Lewis         | Vereinigte Staaten | 3:47,426 min |           |

### Finale
| Rang | Athleten           | Nation         | Zeit         |
| ---- | ------------------ | -------------- | ------------ |
| 1    | Eirik Verås Larsen | Norwegen       | 3:25,897 min |
| 2    | Ben Fouhy          | Neuseeland     | 3:27,413 min |
| 3    | Adam van Koeverden | Kanada         | 3:28,218 min |
| 4    | Nathan Baggaley    | Australien     | 3:28,310 min |
| 5    | Tim Brabants       | Großbritannien | 3:30,552 min |
| 6    | Roland Kökény      | Ungarn         | 3:31,121 min |
| 7    | Emanuel Silva      | Portugal       | 3:33,862 min |
| 8    | Björn Goldschmidt  | Deutschland    | 3:34,381 min |
| 9    | Roei Yellin        | Israel         | 3:43,485 min |